# استروهال ۷۳۹۱
سیارک ۷۳۹۱ (به انگلیسی: 7391 Strouhal، نامگذاری:1983VS1) هفت هزار و سیصد و نود و یکمین سیارک کشف شده‌است که در ۸ نوامبر ۱۹۸۳ کشف شد.
قدر مطلق سیارک برابر ۱۴٫۳۰ است.